# Холокост в Унгария
Между 1941 и 1945 г. около 0,5 млн. унгарски евреи стават жертва на еврейския холокост.

## Предварителна история

### Закон 25 от1920г.
Законът за записване във висшите учебни заведения е бил първият антиеврейски закон в по-новата история на Европа. Законът официално не се е отнасял за евреите, а за всички малцинства в Унгария. Законът е предвиждал съотношението на студентите-първокурсници от отделните етноси да не надхвърля съотношението на етносите в страната. Законът е бил в нарушение с въведения още през 1867 г. принцип, според който евреите в Унгария са официално смятани не за етническо малцинство, а за унгарци от израелитянско вероизповедание.
Законът е действал до 1928 г.

### Първият еврейски закон
Закон 15 от 1938 г. е определил таван от 20 % за евреите в свободните професии и в търговските, финансови и промишлени предприятия с десет или повече служители.
Освободени от закона са били евреите, получили военни награди през Първата световна война и отличили се в борбата срещу унгарското комунистическо управление от 1919 г., също така и вдовиците и децата на геройски починали военни, и също евреи, напуснали еврейската религия до 1919 г.
Законът е дефинирал понятието евреин основно все още на религиозна основа, макар че имало е вече и расов елемент: всички напуснали еврейската религия след 1919 г. по силата на закона са били смятани за евреи.

### Вторият еврейски закон
Закон 4 от 1939 г. вече определя понятието евреин главно на расова основа: за евреин се брои всеки, независимо от религиозната си принадлежност, който има има най-малко един родител или най-малко двама дядовци/баби, членове на израелитянското вероизповедание. Законът е определил таван от 6 % за евреите в свободните професии и в търговските, финансови и промишлени предприятия с десет или повече служители. Законът също така е забранявал на евреи да заемат служби в държавната администрация, в правосъдието и в държавните средни училища. Било е забранено и заемане на ръководни длъжности в театрите и медиите.

### Третият еврейски закон
Закон 15 от 1941 г. вече е определял за евреин всяко лице без изключение, което е имало най-малко двама дядовци/баби, родени в израелитянското вероизповедание. Законът също така е забранил браковете и половите връзки между евреи и неевреи.

## Изпълнение
Още преди пристигането на германските войски в Унгария (19 март 1944 г.), унгарското правителство през 1941 г. депортира 19 хиляди евреи без унгарско гражданство (бежанци от окупирани от Германия страни) до германската окупационна зона в СССР, където те са ликвидирани от отряди на СС. Евреите с унгарско гражданство са били в сравнителна безопасност до март 1944 г.
Точните планове за депортиране на унгарските евреи са изработени от подполковника от СС Адолф Айхман след консултации с унгарските държавни секретари Ласло Баки и Ласло Ендре. Наредбите, необходими за извършване на операцията са били внесени от вътрешния министър Андор Ярош. Регент Хорти е дал поле за свободно действие на правителството за да може то само да се разпорежда по въпроса.

### Групата на Айхман
От германска страна главното действащо лице е подполковникът от СС Адолф Айхман. Неговата група, заедно с помощния пресонал, е включвал едва 150-200 души. Това означава, че германците на са имали дори физическа възможност да извършат сами, без унгарска помощ, депортирането на евреите. По-късно, през 1960 г., на процеса срещу него в Израел, Адолф Айхман разказва, че дори хората му на няколко пъти са били стъписани от жестокостта на унгарската жандармерия при извършването на депортирането на унгарските евреи.

### Унгарците
От унгарска страна оперативните действия са били ръководени от трима души:
- Андор Ярош, бивш унгарски политик от Словакия, бивш заместник министър-председател, настоящ министър на вътрешните работи
- Ласло Баки, бивш крайно-десен политик, излязъл от партията на Салаши, агент на немските тайни служби, политически държавен секретар по вътрешни работи
- Ласло Ендре, административен държавен секретар по вътрешни работи

### Подготовка
Планът е включвал три етапа:
- отделянето на евреите от останалата част на обществото
- концентриране на евреите в пунктове (гета) в големите градове
- ликвидиране на гетата чрез извозване на тяхното население до германските изтребителни лагери.

Ласло Ендре е предлагал акцията да започне в Будапеща, с цел обезглавяване на унгарските евреи. Адолф Айхман е предлагал точно обратното: първо да се започне с евреите намиращи се в райони близки до фронтовата линия, а Будапеща да остане за на края. В крайна сметка предложението на Айхман е прието.
Първите разпоредби с цел започване на акцията са били приети от унгарското правителство на 29 март 1944 г. С цел попречване на комуникацията измежду евреите приета е разпоредба забраняваща притежаване на леки коли и телефонни линии от евреи. След това са излизали все по-нови разпоредби, целящи постепенното пълно изтласкване на евреите от обществения живот: било им в забранено да посещават театри, кина, плажове, басейни, било е ограничено правото им на пътуване и пазаруване, били са издадени и специални купони за храна за евреи.

### Гетата
Концентрирането на евреите в гета в големите градове бе извършено за няколко седмици. Акцията започна на 16 април в гр. Каша и завърши на 3 юли в градовете Печ, Сомбатхей и в околността на Будапеща. На 3 юли цялото еврейско население на Унгария, с изключение на будапещенските евреи, общо 437 хиляди души, е концертирано в общо 170 гета.
В Бъдапеща концертирането на евреите бе завършено чак към края на юни 1944 г. За разлика от другите градове, в Будапеща евреите бяха концентрирани не в оградено гето, а в разпръснати жилищни сгради на територията на целия град, сгради бяха наричани „звездни къщи“ (от звездата на Давид).

### Депортиране
Официалното обяснение за извозване на евреите от Унгария за Германия е „даване под наем на работна ръка“. На въпросите защо заминават и неработоспособни старци, деца, бебета, тежко болни, дори инвалиди, официалният отговор е „евреите много обичат семействата, и в тяхно присъствие работят по-добре“.
Влаковете до Кашша са придружавани от унгарската жандармерия, а от там са поети от германските СС.
Депортирането започва на 19 май от гетата в Коложвар и Марошвашархей, и завършва на 16 юли в Секешфехервар. След тази дата Унгария, с изключение на Будапеща, остава почти без еврейско население.

### Спиране на депортирането
Поради международния натиск и промененото положение на фронта (става ясно, че Германия губи войната), регент Хорти на 26 юни 1944 г. свиква правителствено заседание, на което предлага спиране на депортациите. Министър-предсадеталят Стояи и вътрешният министър Ярош изразяват несъгласие, и решават да продължат депортирането въпреки Хорти: за началото на юли привикват хиляди жандармеристи от провинцията в Будапеща с цел те да извършат депортирането на будапещенските евреи до Германия. Страхувайки се от държавен преврат срещу себе си, Хорти извиква в Будапеща верни на него бронирани танкови единици, и по този начин жандармерията е принудена да се изтегли. Евреите в Будапеща остават в „звездните къщи“.
Независимо от всичко това, все още е извършено депортиране на около 3000 хиляди души, като последното депортиране е на 24 юли.

### Власт на нилашите
След неуспешния опит на Хорти да извади Унгария от войната, той е отстранен от властта, и на негово място идва Ференц Салаши, лидер на крайно-дясната Партия на кръстосаните стрели.
Новият вътрешен министър сключва споразумение с германския пълномощен представител за възобновяване на депортирането. То започва отново на 6 ноември и засяга около 50 хил. души.
Салаши обаче, макар и да е убеден „асемит“ (измислен от самия него израз, тъй като намира израза „антисемит“ за прекалено умерен) се вълнува и от желанието си за международно признаване на своя режима. След като Ватикана и неутралните държави призовават Салаши да спре депортациите, той решава да спре по нататъшното извозване на евреите от страната и вместо това пристъпва към създаване на еврейско гето в центъра на Будапеща. След като обаче, през декември 1944 г. става ясно, че никой няма да признае управлението му, Салаши губи интерес от запазването на евреите. Депортирането до Германия вече е невъзможно поради военната обстановка, започват обаче всекидневен терор и убийства в будапещенското гето, като любимият начин на отрядниците от партията на Салаши е закарване на групи евреи до брега на Дунава, където биват разстрелвани. Общият брой на жертвите на тези акции не е изяснен, предположенията са за брой между 4 и 8 хил. души. Жестокостите са прекратени на 17 януари 1945 г., когато Червената армия завзема Пеща и будапещенското еврейско гето.